# Geoffrey Faber-emlékdíj
A Geoffrey Faber-emlékdíj 1963-ban kortárs írók, költők számára alapított díj. Geoffrey Faber a Faber & Faber cég alapítója volt. A díjat csak 40 év alatti személy kaphatja meg, aki a Nemzetközösség, Írország vagy Dél-Afrika állampolgára. A díj értéke 1000 angol font, amit páros évben költőknek, páratlan évben prózaíróknak osztanak ki.
A bírálóbizottság 3 tagját napilapok és magazinok irodalmi rovatának szerkesztői választják meg.

## Díjazottak
- 2017 – Gwendoline Riley: First Love
- 2016 – Kim Moore: The Art of Falling
- 2015 – Sara Baume: Spill Simmer Falter Wither
- 2014 – Liz Berry: Black Country
 és Fiona Benson: Bright Travellers
- 2013 – Eimear McBride: A Girl Is a Half-formed Thing
- 2012 – Jacob Polley: The Havocs
- 2011 – Belinda McKeon: Solace
- 2010 – Kona Macphee: Perfect Blue[2]
- 2009 – David Szalay: London and the South-East
- 2008 – Nick Laird: On Purpose
- 2007 – Edward Docx: Self Help
- 2006 – Alice Oswald: Woods Etc.
- 2005 – David Mitchell: Cloud Atlas
- 2004 – Glyn Maxwell: The Nerve: Poems
- 2003 – Justin Hill: The Drink and Dream Teahouse
- 2002 – Greta Stoddart: At Home in the Dark
- 2001 – Trezza Azzopardi: The Hiding Place
- 2000 – Kathleen Jamie: Jizzen
- 1999 – Gavin Kramer
- 1998 – Don Paterson
- 1997 – Emily Perkins
- 1996 – Kathleen Jamie
- 1995 – Livi Michael
- 1994 – John Burnside
- 1993 – Will Self
- 1992 – Paul Muldoon
- 1991 – Carol Birch
- 1990 – Michael Donaghy
- 1989 – David Profumo
- 1988 – Michael Hofmann
- 1987 – Guy Vanderhaeghe
- 1986 – David Scott
- 1985 – Julian Barnes
- 1984 – James Fenton
- 1983 – Graham Swift
- 1982 – Tom Paulin és Paul Muldoon
- 1981 – John Maxwell Coetzee
- 1980 – Hugo Williams és George Szirtes
- 1979 – Timothy Mo
- 1978 – David Harsent és Kit Wright
- 1977 – Carolyn Slaughter
- 1976 – Douglas Dunn
- 1975 – Richard Wright
- 1974 – John Fuller
- 1973 – David Storey
- 1972 – Tony Harrison
- 1971 – J. G. Farrell
- 1970 – Geoffrey Hill
- 1969 – Piers Paul Read
- 1968 – Seamus Heaney
- 1967 – William McIlvanney és John Noone
- 1966 – Jon Silkin
- 1965 – Frank Tuohy
- 1964 – Christopher Middleton és George MacBeth

## Fordítás
- Ez a szócikk részben vagy egészben  a   Geoffrey Faber Memorial Prize című angol Wikipédia-szócikk fordításán alapul.  Az eredeti cikk szerkesztőit annak laptörténete sorolja fel. Ez a jelzés csupán a megfogalmazás eredetét és a szerzői jogokat jelzi, nem szolgál a cikkben szereplő információk forrásmegjelöléseként.